# Ludwig Jekels

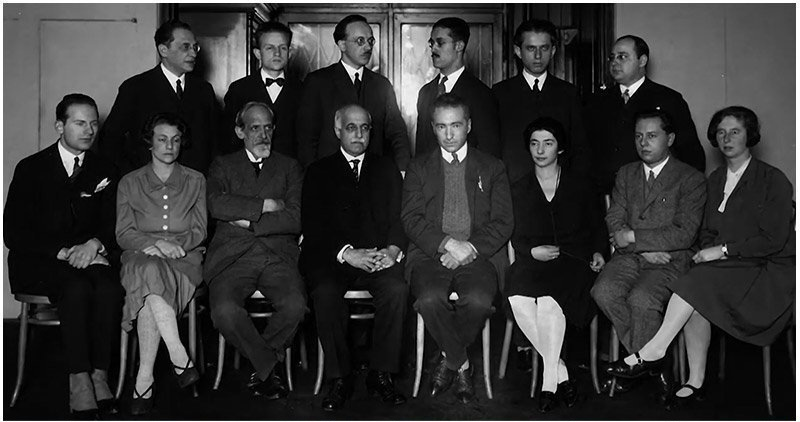
Ludwig Jekels im Wiener Psychoanalytischen Ambulatorium 1922 (sitzend, 3. von links).
Foto: Ludwig Gutmann

Ludwig Jekels, auch Jekeles (geboren 15. August 1867 in Lemberg, Österreich-Ungarn, heute Ukraine; gestorben 13. April 1954 in New York City) war ein österreichisch-US-amerikanischer Psychoanalytiker.

## Leben
Da Jekels' Vater früh starb, übernahm sein Onkel, ein Rechtsanwalt, die Vormundschaft. Jekels besuchte ein Obergymnasium in Lemberg und studierte Medizin in Wien, wo er 1892 promoviert wurde. An der Universitätsklinik spezialisierte er sich in den nächsten fünf Jahren auf Psychiatrie und Neurologie. 1897 gründete er ein Privatsanatorium für die Behandlung von Nervenkrankheiten in Bistrai. 1903 änderte er seinen Nachnamen auf Jekels. Nach dem Suizid seiner Frau ging er 1905 in die psychiatrische Behandlung von Sigmund Freud nach Wien. Im Mai/Juni 1906 behandelte Jekels die Schauspielerin, Theaterdirektorin und Schriftstellerin Gabriela Zapolska mit einer Therapie, die Parallelen zu der misslungenen Therapie Freuds an Emma Eckstein aufweist. Wann immer Zapolska sich später über ihr fehlendes Vertrauen in Ärzte ausließ, betonte sie, dass sie Jekels am meisten hasse.
Im Sommer 1910 war die 15-jährige Anna Freud vor allem wegen ihrer psychischen Probleme in Jekels überfülltem Sanatorium in Bisrai zu Gast. Für das positive Ergebnis bedankt sich ihr Vater überschwänglich bei Jekels. Gegenüber Anna und ihrer Tante Minna Bernays machte Jekels keinen Hehl daraus, dass er seine anderen Patienten nicht ausstehen konnte. Zwei Jahre später schloss er sein Sanatorium. Mit Freud war Jekels auch später noch befreundet und wurde von ihm nach dem Ableben von Oskar Rie (1863–1931) in seinen Tarock-Kreis aufgenommen. Jekels war ein Beispiel dafür, dass Freud nicht alle seine Schüler von sich stieß, sondern ihnen auch treu verbunden bleiben konnte. Jekels wurde als witzig, einfallsreich und guter Redner bezeichnet.
1908 besuchte er das erste internationale Treffen der Psychoanalytiker in Salzburg und schloss sich 1909 der Wiener Psychoanalytischen Vereinigung an, deren Mitglied er 1910 wurde.
Jekels setzte sich für die Verbreitung der Psychoanalyse in Polen ein und stellte sie 1912 auf einem Ärztekongress in Warschau vor. Er übersetzte psychoanalytische Schriften ins Polnische. Jekels veröffentlichte 1914 mit der Untersuchung Der Wendepunkt im Leben Napoleons I die erste psychohistorische Arbeit.
Jekels war überzeugter Sozialist und schloss sich später der kommunistischen Bewegung in Österreich an. 1934 musste er nach Schweden emigrieren, wo er recht erfolglos die finnisch-schwedische Gesellschaft für Psychoanalyse bei ihrem Aufbau unterstützen wollte, und kehrte 1937 zurück. Nach dem Anschluss Österreichs 1938 emigrierte er nach Australien und anschließend in die Vereinigten Staaten, wo er in New York City noch eine Praxis eröffnete. Er wurde 1941 Ehrenmitglied der New York Psychoanalytical Society. Jekels hatte einen Sohn (Alfred, geb. 1899) und heiratete im Jahr 1920 die 24 Jahre jüngere Karoline (1891–1961).

## Schriften (Auswahl)
- Teorya Freuda o histeryi i jego metoda psychoanalizy. In: Medycyna i Kronika Lekarska,  1909, S. 1268–1272
- Leczenie psychonewroz za pomoca metody psychoanalitysnej Freuda, tudziez kazuistyka. In: Medycyna i Kronika Lekarska, 1909
- Einige Bemerkungen zur Trieblehre, in: Internationale Zeitschrift für Psychoanalyse, 1913, 1, S. 439–443.
- Der Wendepunkt im Leben Napoleons I, in: Imago, 1914, 3, 313–381.
- Shakespeare′s „Macbeth“, in: Imago, 1917/1918. S. 170–195
- Die psychoanalytische Therapie, in:  Svenska Läkartidningen, 1936, S. 1797–1802, S. 1821–1831.
- Selected papers, including two papers written in collaboration with Edmund Bergler. New York : International Universities Press, 1952